# Odoardo Farnese (cardinale)
Odoardo Farnese (Roma, 8 dicembre 1573 – Parma, 21 febbraio 1626) è stato un cardinale italiano.

## Biografia

Stemma Farnese

Odoardo era figlio di Alessandro Farnese, terzo duca di Parma, e della principessa Maria d'Aviz. Era anche conosciuto come Edoardo. Odoardo era discendente diretto di papa Paolo III e pronipote del cardinale Alessandro Farnese il giovane.
Destinato alla carriera ecclesiastica, durante la sua gioventù, lo zio si occupò direttamente della sua educazione. All'età di sedici anni, nel 1589 era già abate commendatario di Grottaferrata. Due anni dopo, il 6 marzo 1591, fu creato cardinale diacono da papa Gregorio XIV, ricevette la berretta rossa ed il titolo di Sant'Adriano il 20 novembre 1591 e fino alla nomina del cardinale Giovanni Antonio Facchinetti de Nuce, effettuata da Innocenzo IX, è stato il porporato italiano più giovane.
L'11 gennaio 1621, in qualità di protodiacono, optò per l'ordine dei cardinali presbiteri, senza ricevere alcun titolo. Il 3 marzo successivo optò per l'ordine dei cardinali vescovi e per la sede suburbicaria di Sabina. Fu consacrato vescovo venerdì 2 luglio nella Chiesa del Gesù di Roma, dal cardinale Roberto Bellarmino, assistito da Diofebo Farnese, patriarca latino titolare di Gerusalemme e da Galeazzo Sanvitale, arcivescovo di Bari. Il 27 settembre 1623 optò per la sede suburbicaria di Frascati.
Nel periodo in cui fu titolare di questa sede si adoperò per dare lustro alla cattedrale, portò il numero dei chierici da 4 a 10, scegliendoli tra i più indigenti, intelligenti e onesti, e la dotò delle reliquie di San Filippo Neri.
Principe del ducato di Castro e Ronciglione, dal 1622 fu reggente del ducato di Parma fino alla morte, avvenuta il 21 febbraio 1626. La sua salma fu trasferita a Roma ed inumata davanti all'altare maggiore della Chiesa del Gesù. Era l'ultimo superstite delle creazioni cardinalizie di papa Gregorio XIV.
Per dotare questa chiesa di un alloggio per i gesuiti, il cardinale spese 100.000 scudi, facendo costruire accanto alla chiesa stessa, su disegno di Girolamo Rainaldi la cosiddetta "Casa Professa dei Gesuiti", all'interno della quale fu inclusa la piccola casa dove Sant'Ignazio di Loyola trascorse i suoi ultimi anni.
Sulla sua tomba risalta questa epigrafe: ODOARDO. S.R.E. CARDINALI. FARNESIO. EPISCOPO. TUSCULANO. ALEXANDRI. PARMAE. ET PLACENTIAE. DUCIS. ET. PRINCIPIS. MARIAE. LUSITANAE FILIO.
Seguendo la tradizione della sua famiglia anche Odoardo fu un rilevante mecenate: chiamò Annibale Carracci al suo servizio per fargli decorare alcuni ambienti di Palazzo Farnese - il Camerino Farnese e la celebre Galleria - e affidò al Domenichino la sua prima importante commissione pubblica, cioè gli affreschi dell'Abbazia di San Nilo a Grottaferrata.

## Incarichi ricoperti
- Abate commendatario di Grottaferrata dal marzo 1589;
- Cardinale diacono dal 6 marzo 1591 al 10 gennaio 1621;
- Elettore nel conclave del 1591;
- Titolare di Sant'Adriano dal 20 novembre 1591 all'11 giugno 1595;
- Elettore nel conclave del 1592;
- Titolare di Sant’Eustachio dal 12 giugno 1595 al 12 novembre 1617;
- Governatore di Vetralla nel 1600
- Legato a Viterbo dal 25 settembre 1600;
- Elettore nei conclavi del 1605;
- Titolare di Santa Maria in Via Lata dal 13 novembre 1617 al 2 marzo 1621;
- Cardinale protodiacono l'11 gennaio 1621;
- Cardinale presbitero dall'11 gennaio 1621 al 2 marzo 1621;
- Cardinale vescovo titolare della sede di Sabina dal 3 marzo 1621 al 26 settembre 1623;
- Cardinale protettore del Portogallo;
- Reggente del Ducato di Parma dal 5 marzo 1622 alla morte;
- Titolare della sede suburbicaria di Frascati dal 27 settembre 1623 alla morte.

## Genealogia episcopale e successione apostolica
La genealogia episcopale è:
- Cardinale Guillaume d'Estouteville, O.S.B.Clun.
- Papa Sisto IV
- Papa Giulio II
- Cardinale Raffaele Sansone Riario
- Papa Leone X
- Papa Paolo III
- Cardinale Francesco Pisani
- Cardinale Alfonso Gesualdo di Conza
- Papa Clemente VIII
- Cardinale Roberto Bellarmino, S.I.
- Cardinale Odoardo Farnese

La successione apostolica è:
- Arcivescovo Giovanni Mozzanigo (1621)

## Ascendenza
|                      |                          |                          | Genitori                               |  |  | Nonni |  |  | Bisnonni           |  |  | Trisnonni      |  |
|                      |                          |                          |                                        |  |  |       |  |  | Pier Luigi Farnese |  |  | Papa Paolo III |  |
|                      |                          |                          |                                        |  |  |       |  |  | Pier Luigi Farnese |  |  | Papa Paolo III |  |
|                      |                          | Silvia Ruffini           |                                        |  |  |       |  |  | Pier Luigi Farnese |  |  |                |  |
| Ottavio Farnese      |                          |                          |                                        |  |  |       |  |  | Pier Luigi Farnese |  |  |                |  |
|                      |                          | Gerolama Orsini          | Ludovico Orsini                        |  |  |       |  |  |                    |  |  |                |  |
|                      |                          | Gerolama Orsini          | Ludovico Orsini                        |  |  |       |  |  |                    |  |  |                |  |
|                      |                          | Gerolama Orsini          | Giulia Conti                           |  |  |       |  |  |                    |  |  |                |  |
| Alessandro Farnese   |                          | Gerolama Orsini          |                                        |  |  |       |  |  |                    |  |  |                |  |
|                      |                          | Carlo V d'Asburgo        | Filippo I di Castiglia                 |  |  |       |  |  |                    |  |  |                |  |
|                      |                          | Carlo V d'Asburgo        | Filippo I di Castiglia                 |  |  |       |  |  |                    |  |  |                |  |
|                      |                          | Carlo V d'Asburgo        | Giovanna di Castiglia                  |  |  |       |  |  |                    |  |  |                |  |
| Margherita d'Austria |                          | Carlo V d'Asburgo        |                                        |  |  |       |  |  |                    |  |  |                |  |
|                      |                          | Giovanna van der Gheynst | Gilles Johann van der Gheynst          |  |  |       |  |  |                    |  |  |                |  |
|                      |                          | Giovanna van der Gheynst | Gilles Johann van der Gheynst          |  |  |       |  |  |                    |  |  |                |  |
|                      |                          | Giovanna van der Gheynst | Johanna van der Caye van Cocambi       |  |  |       |  |  |                    |  |  |                |  |
| Odoardo Farnese      |                          | Giovanna van der Gheynst |                                        |  |  |       |  |  |                    |  |  |                |  |
|                      | Manuele I del Portogallo | Ferdinando d'Aviz        |                                        |  |  |       |  |  |                    |  |  |                |  |
|                      | Manuele I del Portogallo | Ferdinando d'Aviz        |                                        |  |  |       |  |  |                    |  |  |                |  |
|                      | Manuele I del Portogallo | Beatrice d'Aviz          |                                        |  |  |       |  |  |                    |  |  |                |  |
| Eduardo d'Aviz       | Manuele I del Portogallo |                          |                                        |  |  |       |  |  |                    |  |  |                |  |
|                      |                          | Maria di Trastámara      | Ferdinando II di Aragona               |  |  |       |  |  |                    |  |  |                |  |
|                      |                          | Maria di Trastámara      | Ferdinando II di Aragona               |  |  |       |  |  |                    |  |  |                |  |
|                      |                          | Maria di Trastámara      | Isabella di Castiglia                  |  |  |       |  |  |                    |  |  |                |  |
| Maria d'Aviz         |                          | Maria di Trastámara      |                                        |  |  |       |  |  |                    |  |  |                |  |
|                      |                          | Giacomo di Braganza      | Ferdinando II di Braganza              |  |  |       |  |  |                    |  |  |                |  |
|                      |                          | Giacomo di Braganza      | Ferdinando II di Braganza              |  |  |       |  |  |                    |  |  |                |  |
|                      |                          | Giacomo di Braganza      | Isabella di Viseu                      |  |  |       |  |  |                    |  |  |                |  |
| Isabella di Braganza |                          | Giacomo di Braganza      |                                        |  |  |       |  |  |                    |  |  |                |  |
|                      |                          | Leonor Pérez de Guzmán   | Juan de Guzman, duca di Medina Sidonia |  |  |       |  |  |                    |  |  |                |  |
|                      |                          | Leonor Pérez de Guzmán   | Juan de Guzman, duca di Medina Sidonia |  |  |       |  |  |                    |  |  |                |  |
|                      |                          | Leonor Pérez de Guzmán   | Isabel de Velasco                      |  |  |       |  |  |                    |  |  |                |  |
|                      |                          | Leonor Pérez de Guzmán   |                                        |  |  |       |  |  |                    |  |  |                |  |

## Biografia
- Roberto Zapperi, FARNESE, Odoardo, in Dizionario biografico degli italiani, vol. 45, Roma, Istituto dell'Enciclopedia Italiana, 1995. URL consultato il 4 agosto 2017.